# 帕迪尤峰
帕迪尤峰（英語：Pardue Peak），是南極洲的山峰，位於埃爾斯沃思地，處於埃爾斯沃思山脈中赫里蒂奇嶺的一部分，海拔高度1,840米，美國地質調查局根據測量和美國海軍拍攝的空中照片繪入地圖，現時由南極條約體系管理。